# La Maison au fond du parc
La Maison au fond du parc (La casa sperduta nel parco) est un film italien réalisé par Ruggero Deodato, sorti en 1980.

## Synopsis
Deux truands, responsables d'un trafic de voitures volées le jour, violent et tuent des jeunes femmes la nuit. Quand ils croisent la route d'un groupe d'amis et les suivent dans une maison isolée au fond d'un parc, les criminels ne savent pas ce qui les attend...

## Fiche technique
- Titre français : La Maison au fond du parc
- Titre original italien : La casa sperduta nel parco
- Réalisation : Ruggero Deodato
- Scénario : Gianfranco Clerici et Vincenzo Mannino
- Production : Franco Di Nunzio et Franco Palaggi
- Société de production : F.D. Cinematografica
- Musique : Riz Ortolani
- Photographie : Sergio D'Offizi
- Montage : Vincenzo Tomassi
- Décors : Antonello Geleng
- Costumes : Antonello Geleng
- Pays d'origine :  Italie
- Format : Couleurs - 1,85:1 - Mono - 35 mm
- Genre : Horreur, thriller
- Durée : 91 minutes
- Date de sortie : 6 novembre 1980 (Italie)
- Public : Interdit aux moins de 16 ans

## Distribution
- David Hess (VF : Jacques Bernard) : Alex
- Annie Belle : Lisa
- Christian Borromeo : Tom
- Giovanni Lombardo Radice (VF : Pierre Laurent) : Ricky
- Marie Claude Joseph : Glenda
- Gabriele Di Giulio : Howard
- Brigitte Petronio : Cindy
- Karoline Mardeck : Susan
- Lorraine De Selle : Gloria

## Autour du film
- Le tournage s'est déroulé du 3 septembre au 21 septembre 1979 à New York, ainsi qu'aux studios Incir De Paolis de Rome.
- Première collaboration entre le cinéaste et David Hess, les deux hommes se retrouveront par la suite sur Le Camping de la mort (1987), Oceano (1989) et Noi siamo angeli (1997).
- La trame narrative et l'intrigue sont très proches de celles de La Dernière Maison sur la gauche (1972) de Wes Craven.